# Oberhausen (Belgique)
Pour les articles homonymes, voir Oberhausen.
Oberhausen (en luxembourgeois : Uewerhausen) est un hameau de la commune belge de Burg-Reuland situé en Communauté germanophone de Belgique et Région wallonne dans la province de Liège.
Avant la fusion des communes de 1977, Oberhausen faisait partie de la commune de Reuland.
Le hameau compte 27 habitants.

## Situation
Oberhausen est un hameau frontalier. Il se situe sur la rive gauche et le versant nord de la vallée de l'Our entre Stoubach implanté au nord et en amont et Ouren plus au sud et en aval. L'Our sert de frontière entre la Belgique et l'Allemagne. Un pont franchit cette rivière et conduit au petit village allemand de Welchenhausen implanté sur la rive opposée.

## Tourisme
On peut admirer à Oberhausen le rocher Nonnenley et sa statue de la Vierge.
La localité possède un hôtel.